# Sclerobunus ungulatus
Sclerobunus ungulatus is een hooiwagen uit de familie Paranonychidae. De originele naamcombinatie (protoniem) was Cyptobunus ungulatus Briggs, 1971.